# テイラ・トゥリ
テイラ・トゥリ（Teila Tuli、1968年6月14日 - 2024年6月20日）は、アメリカ合衆国の男性総合格闘家、東関部屋所属の元大相撲力士、俳優。大相撲時代の四股名は、高見州 大吉（たかみしゅう だいきち。英語記事では「Takamikuni（たかみくに）」と表記されることもある。）。最高位は幕下2枚目。ハワイ州ホノルル出身。
総合格闘技団体「UFC」の第1回大会への参戦経験も有する。

## 来歴
ハワイではアメリカンフットボールをやっており、同じハワイ出身である高見山からのスカウトを受け、高校卒業後の1987年（昭和62年）3月に初土俵を踏んだ。
序ノ口、序二段は全勝優勝で通過し、三段目も3場所で通過。入門から2年で関取がうかがえる地位まで昇進するが、膝を故障してしまい、1989年（平成元年）に大相撲を引退。
1990年9月、新日本プロレス内で結成されたユニットドラゴンボンバーズに南海龍太郎とともに練習生として所属し、グアムキャンプに参加。南海龍のバーターとして入門したため、南海龍が酒のトラブルでデビューしないまま新日本を解雇されたことに伴い、巻き添えを食う形で自身のデビューも見合わせになったという話もある。
1993年11月12日、コロラド州デンバーで開催されたUFC第1回大会に出場し、1回戦でジェラルド・ゴルドーと対戦。ラウンド開始直後のゴルドーへの突進を往なされ、転倒したところに顔面への蹴りとパンチを受けた。この攻撃によってトゥリが受けたダメージを見てレフェリーが試合を止めてしまい、TKO負けとなった（ルール上はレフェリーストップは規定されていなかった）。詳細はゴルドーのリンク先を参照。
2000年代に本名のテイラー・ワイリー（「テイラー・ウィリー」とする表記もあり）名義で俳優として活動を始める。
2024年6月20日に56歳で死去した。

## 戦績

### 大相撲
- 通算成績：57勝27敗14休
- 幕下成績：30勝19敗14休

### 総合格闘技
| 総合格闘技 戦績 | 総合格闘技 戦績 | 総合格闘技 戦績 | 総合格闘技 戦績 | 総合格闘技 戦績 | 総合格闘技 戦績 | 総合格闘技 戦績 |
| --------------- | --------------- | --------------- | --------------- | --------------- | --------------- | --------------- |
| 1 試合          | (T)KO           | 一本            | 判定            | その他          | 引き分け        | 無効試合        |
| 0 勝            | 0               | 0               | 0               | 0               | 0               | 0               |
| 1 敗            | 1               | 0               | 0               | 0               | 0               | 0               |

| 勝敗 | 対戦相手             | 試合結果                | 大会名                         | 開催年月日     |
| ×    | ジェラルド・ゴルドー | 1R 0:26 TKO（顔面蹴り） | UFC 1: The Beginning 【1回戦】 | 1993年11月12日 |

## 出演

### フィルモグラフィ
- North Shore（2004、TV）
- 寝取られ男のラブ♂バカンス（2008、映画）
- HAWAII FIVE-0（2010-2020、TV） - カマコナ役
- 私立探偵マグナム（リブート版）（2018- 、TV）カマコナ役（上記「HAWAII FIVE-0」と同一人物）